# Robert Valentine
Robert Valentine (Robert Follentine) (* 16. Januar 1674 in Leicester; † nach 1735) war ein englischer Flötist und  Komponist. 

## Leben
Robert Valentine stammt aus einer englischen Musikerfamilie, sein Vater war Thomas Follentine, der ab 1670 in Leicester wirkte und wegen unsicherer Stellungen in den 1690er Jahren nach Italien zog, und sein gesamtes berufliches Leben in Rom oder Neapel verbrachte. Ab 1707 wird Robert Valentine mehrmals als Blockflötist und Oboist bei Konzerten im Palazzo Ruspoli erwähnt, wo zu dieser Zeit Arcangelo Corelli, Antonio Caldara oder Georg Friedrich Händel ihre Werke aufführten. Valentine wirkte als Flötist und Komponist in Rom, unter anderem war er in den Diensten von Sir Thomas Samwell. Ob Valentine wie vermutet wird um etwa 1730 in seine Heimat zurückgekehrt ist, ist nicht nachgewiesen, obwohl der Verleger John Walsh zu dieser Zeit Werke Valentines veröffentlichte. Möglicherweise weilte Valentine 1735 in Amsterdam, um seine Bekanntschaft mit Pietro Locatelli zu beleben, der ein wichtiges Bindeglied zwischen den italienischen Komponisten und den niederländischen Verlegern war.
Er schuf zahlreiche Sonaten für Violine, einige Concerti grossi und neben einigen anderen Werken vorwiegend Kompositionen für Flöte in verschiedenen Besetzungen. Er schrieb überwiegend im corellisierenden Stil seiner Zeit, konnte jedoch in seinen Melodien seine englische Herkunft nicht verbergen. Diese Eigenheit hat seinen Werken, insbesondere denen für Flöte, zu seiner Zeit zu einiger Popularität verholfen. Er war damit das einzige Mitglied seiner musikalisch sehr aktiven Familie, das über Leicester hinaus bekannt wurde.

## Werke

### Werke mit Opuszahl
- Op. 1: 12 Triosonaten (Amsterdam, 1708)
- Op. 2: 12 Sonaten für Blockflöte und B. c. (Rom, 1708)
- Op. 3: 12 Sonaten für Blockflöte und B. c. (Rom, 1710)
- Op. 4: 12 Balletti da camera, für 2 Violinen und B. c. (Rom, 1711)
- Op. 4²: 6 Triosonaten (Amsterdam, 1715)
- Op. 5: 6 Triosonaten für 2 Blockflöten ohne Bass (Amsterdam, 1716)
- Op. 6: 12 Sonaten für Blockflöte und B. c. (Amsterdam, 1716)
- Op. 7: 6 Sonaten für 2 Blockflöten oder Violinen ohne Bass
- Op. 8: „Setts of Aires and Chacoon“ für 2 Blockflöten und Bass (London, 1718)
- Op. 9: „Setts of Aires“ für 2 Blockflöten und Bass (London, 1718)
- Op. 10: 7 „Setts of Aires“ für 2 Blockflöten und Bass (London, 1721)
- Op. 11: 6 Sonaten oder Soli für Blöckflöte und Cembalo (London, 1727)
- Op. 12: 12 Soli für Violine und B. c. (London, 1728)
- Op. 12²: 6 für Flöte/Violine/Mandola oder Oboe und Bass (Rom, 1730)
- Op. 13: 6 Sonaten oder Soli, für Flöte und Bass (London, 1735)

### Werke ohne Opuszahl
- 6 Concerti grossi
- Concerto für Flöte und Streicher
- Concerto für 2 Flöten und Streicher
- Sonata für Flöte und Streicher
- 12 Sonatas and a pastorale für 2 Oboen und Bass
- 18 Sonatensätze (‘sù l'aria di Tromba’) für 2 Oboen und Bass
- Divertimento für 2 Flöten